# Mokrsko (gemeente)
De gemeente Mokrsko is een landgemeente in het Poolse woiwodschap Łódź, in powiat Wieluński.
De zetel van de gemeente is in Mokrsko.
Op 30 juni 2004 telde de gemeente 5452 inwoners.

## Oppervlakte gegevens
In 2002 bedroeg de totale oppervlakte van gemeente Mokrsko 77,75 km², waarvan:
- agrarisch gebied: 74%
- bossen: 18%

De gemeente beslaat 8,38% van de totale oppervlakte van de powiat.

## Sołectwo
Brzeziny, Chotów, Jasna Góra, Komorniki, Krzyworzeka, Mątewki, Mokrsko, Motyl, Słupsko, Ożarów

## Demografie
Stand op 30 juni 2004:
| Omschrijving                   | Totaal | Totaal | Vrouwen | Vrouwen | Mannen | Mannen |
| ------------------------------ | ------ | ------ | ------- | ------- | ------ | ------ |
| eenheid                        | aantal | %      | aantal  | %       | aantal | %      |
| inwoners                       | 5452   | 100    | 2751    | 50,5    | 2701   | 49,5   |
| bevolkingsdichtheid (inw./km²) | 70,1   | 70,1   | 35,4    | 35,4    | 34,7   | 34,7   |

In 2002 bedroeg het gemiddelde inkomen per inwoner 1190,1 zł.

## Aangrenzende gemeenten
Pątnów, Praszka, Skomlin, Wieluń